# Réduction de Meerwein-Ponndorf-Verley
La réduction de Meerwein-Ponndorf-Verley est la réaction de réduction d'un composé carbonylé en son alcool correspondant par un alcool sacrificiel catalysée par des alkoxydes métalliques, généralement d'aluminium,. La réaction inverse est l'oxydation d'Oppenauer.

## Historique
Cette réaction a été découverte par Hans Meerwein et Schmidt en 1925, et séparément par Verley la même année, tandis que Wolfgang Ponndorf étend son utilisation dès 1926.
Meerwein et Schmidt décrivent initialement la réduction d'aldéhydes en alcool par un mélange d'éthoxyde d'aluminium et d'éthanol. Verley montre qu'il est possible d'utiliser de l'isopropoxyde d'aluminium, mais découvre également que les cétones encombrés sont réduites lentement, ce qui est l'une des principales limitations de la réaction. Ponndorf montre que d'autres alkoxymétaux peuvent être employés et que cette réaction est réversible.
Délaissée à cause de sa lenteur après la découverte de la réduction par les hydrures, cette réaction connaît un regain d'intérêt depuis la découverte en 1995 de l'influence de l'acide trifluoroacétique sur la vitesse de réaction.

## Mécanisme
Le mécanisme de la réduction de Meerwein-Ponndorf-Verley est un cycle catalytique en quatre étapes. La première étape est la formation de l'adduit de Lewis entre le carbonyle et l'alkoxyaluminium. L'étape suivante met en jeu un état de transition à six centres et le transfert d'électrons est concerté. Lors de la troisième étape, il y a décoordination de l'adduit de Lewis, suivie, lors de la quatrième étape d'un échange de ligands qui régénère le catalyseur et permet d'obtenir l'alcool attendu.

### Conditions expérimentales
Les dernières étapes du mécanisme sont, dans les conditions classiques, extrêmement lentes. Il est donc nécessaire d'utiliser l'alkoxyaluminium en quantité stœchiométrique. Lorsque la cinétique d'échange des ligands autour de l'aluminium est augmentée, comme avec l'ajout d'acide trifluoroacétique, il est possible de n'utiliser l'alkoxyaluminium qu'en quantité catalytique.

## Sélectivité

### Chimiosélectivité
L'intérêt majeur de la réduction de Meerwein-Poondorf-Verley est sa grande spécificité vis-à-vis des composés carbonylés. Les insaturations éthyléniques ou acétyléniques ne sont pas réduites, tout comme les groupements nitro, esters ou acétals.

### Stéréosélectivité
Il est possible de rendre la réaction diastéréosélective en utilisant des cétones cycliques rigides.
L'état de transition étant sensible à l'encombrement, il est possible de réaliser une réduction de Meerwein-Ponndorf-Verley énantiosélective en utilisant un alcool chiral. Cependant, les meilleurs excès énantiomériques sont obtenus lors de réduction de Meerwein-Ponndorf-Verley intramoléculaire.

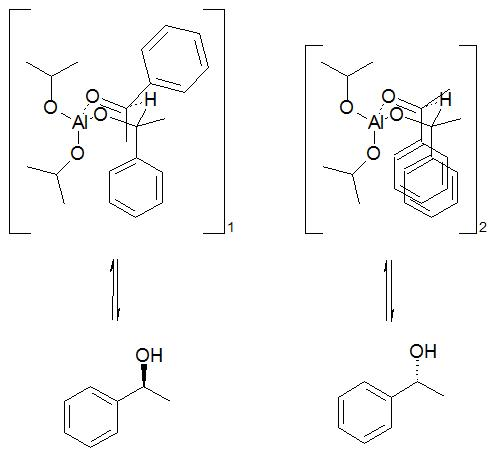
Réduction énantiosélective de l'acétophénone en présence de S-1-phényléthanol. L'état de transition 1 est favorisé par rapport à l'état de transition 2 où les 2 phényles en vis-à-vis engendrent une gêne stérique maximale. On obtient préférentiellement le S-1-phényléthanol.

Il est aussi possible de réaliser la réduction de Meerwein-Ponndorf-Verley en présence d'un ligand chiral sur l'aluminium.